# Biały Kamień (Wałbrzych)
Biały Kamień (deutsch Weißstein) ist ein Stadtteil der Großstadt Wałbrzych (deutsch Waldenburg) in der Woiwodschaft Niederschlesien in Polen.

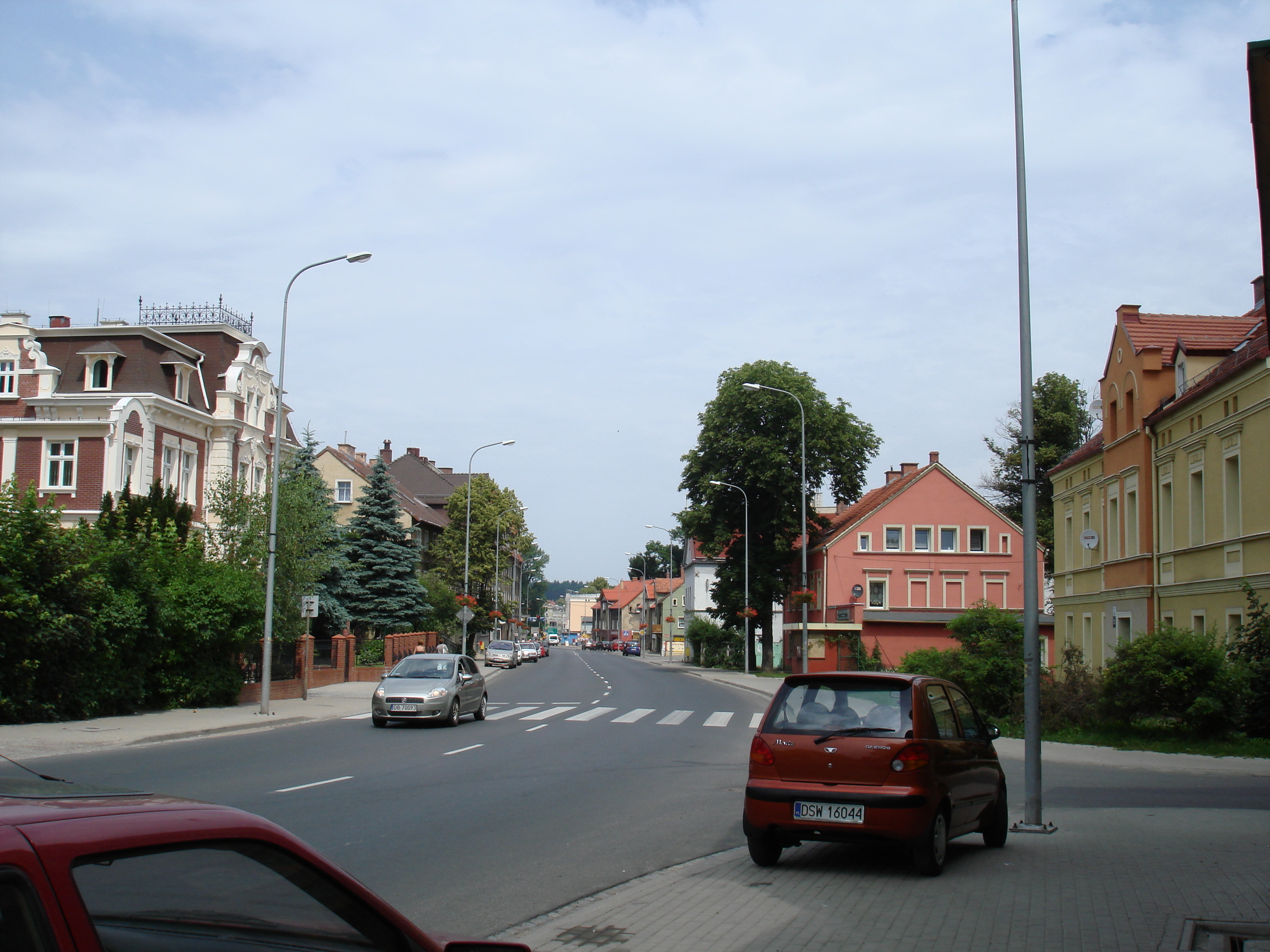
Hauptstraße in Biały Kamień

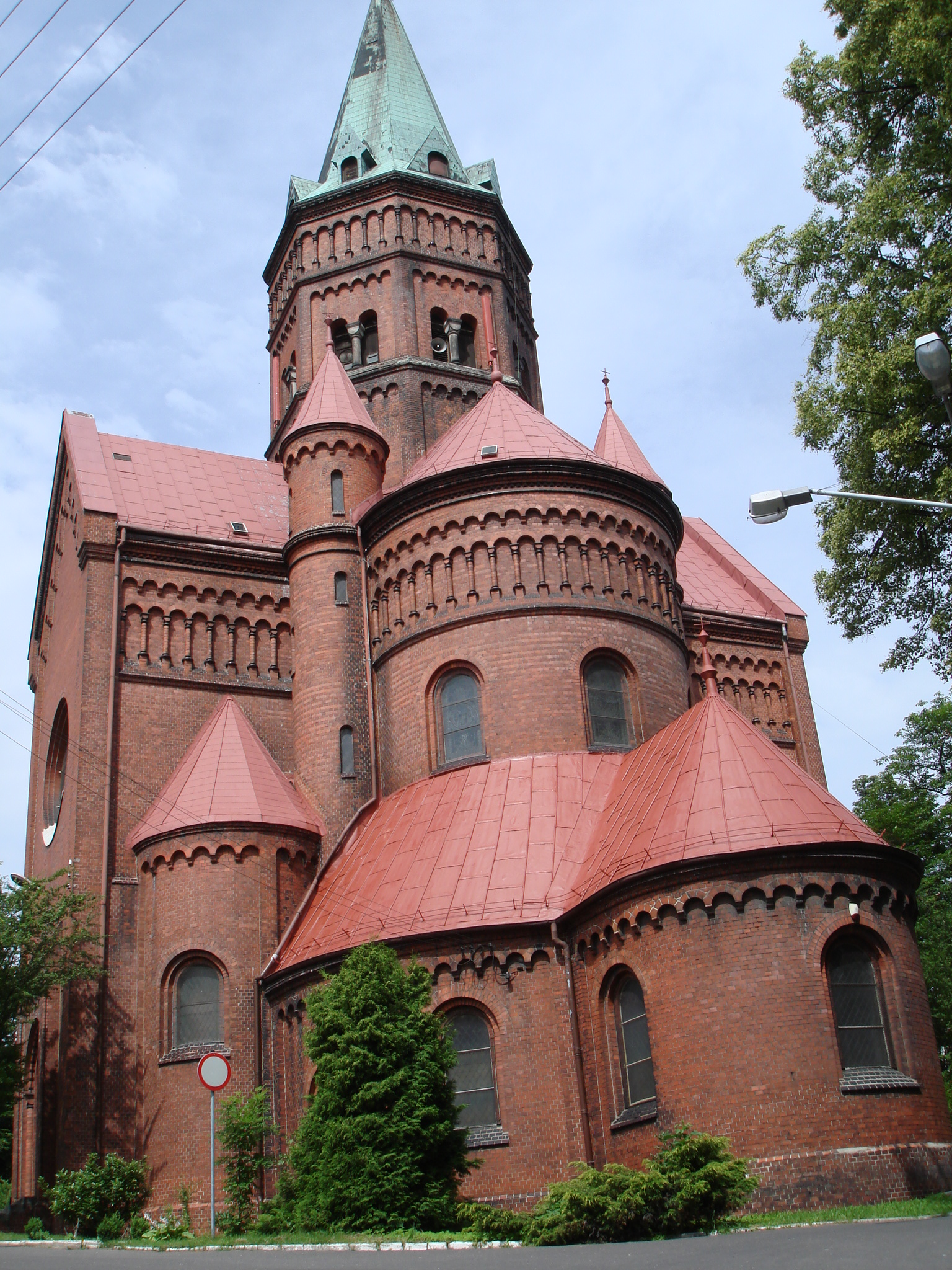
Kirche St. Georg

## Geographie
Biały Kamień liegt am nordwestlichen Stadtrand von Wałbrzych. Nachbarorte sind Konradów im Norden, Stary Zdrój im Nordosten, Sobięcin im Süden, Jabłów im Westen und Lubomin im Nordwesten.

## Geschichte
Weißstein wurde vermutlich zusammen mit den Dörfern um „Salzborn“ im 13. Jahrhundert gegründet und erstmals 1305 im Breslauer bischöflichen Zinsregister als „Albus Lapis alias Wissenstein“ erwähnt. Es gehörte zum Burgbezirk der Burg Neuhaus im Herzogtum Schweidnitz und gelangte mit diesem zusammen nach dem Tod des Herzogs Bolko II. 1368 erbrechtlich an Böhmen. Allerdings stand Bolkos Witwe Agnes von Habsburg bis zu ihrem Tod 1392 ein Nießbrauch zu. Vermutlich Ende des 16. Jahrhunderts wurde die Kolonie Neuweißstein gegründet. Für das Jahr 1676 sind zehn Bauern erwähnt, 1619 waren es 31 Bauern. Während des Dreißigjährigen Kriegs fiel Weißstein weitgehend wüst, so dass 1636 von 114 Hausstellen nur noch 50 bewohnt waren. 1733 erwarben Weißstein die Grafen Hochberg auf Fürstenstein. 1740 lebten in Weißstein 452 Einwohner.
Nach dem Ersten Schlesischen Krieg 1742 fiel Weißstein zusammen mit fast ganz Schlesien an Preußen. 1745 wurde ein Lehrer angestellt, zehn Jahre später wurde die Kolonie Konradsthal aus Weißstein ausgemeindet und selbständige Gemeinde. Am 26. November 1800 zerstörte ein Feuer zahlreiche Häuser und Bauerngüter. Nach der Neugliederung Preußens gehörte Weißstein seit 1815 zur Provinz Schlesien und war ab 1816 dem Landkreis Waldenburg eingegliedert, mit dem es bis 1945 verbunden blieb. 1810 entstand die Kolonie Neusalzbrunn. 1818 betrug die Zahl der Einwohner 727, 1840 waren es 1.415 Einwohner.
Seit 1874 war die Landgemeinde Weißstein Sitz des gleichnamigen Amtsbezirks, der bis 1945 bestand. 1869 und 1889 fanden im gesamten Revier Bergarbeiterstreiks statt. 1878 erhielt Weißstein einen Bahnanschluss an der Strecke Waldenburg–Halbstadt. Zwei Jahre später wurde die evangelische Kirche errichtet und 1888 eine künstliche Ruine auf dem benachbarten Hochwaldplateau gebaut. 1899 wurde ein katholisches Gotteshaus eingeweiht. 1903 wurde ein Teil von Neuweißstein nach Waldenburg ausgemeindet, 1907 erhielt Weißstein Anschluss an die Waldenburger Kreisbahn. Zum 1. Oktober 1921 wurde ein Teil von Neusalzbrunn nach Waldenburg eingemeindet und zwei Jahre später ganz Neuweißstein. 1925 lebten 11.106 Einwohner in Weißstein. Nachdem 1935 Konradsthal mit Hartau nach Weißstein eingemeindet worden waren, stieg die Einwohnerzahl im Jahr 1939 auf 17.349. Damit war Weißstein die zweitgrößte Gemeinde des Waldenburger Berglands.
Als Folge des Zweiten Weltkriegs fiel Weißstein 1945 wie fast ganz Schlesien an Polen und wurde in Biały Kamień umbenannt. Die deutsche Bevölkerung wurde, soweit sie nicht schon vorher geflüchtet war, zum größten Teil vertrieben. Die neuen Bewohner waren zum Teil Heimatvertriebene aus Ostpolen. 1951 wurde Biały Kamień in die Stadt Wałbrzych eingemeindet, mit der es seine weitere Geschichte teilt.

## Steinkohlenbergbau
Der Steinkohlenbergbau auf dem Gebiet von Weißstein wurde erstmals 1561 erwähnt. Zahlreiche Mutungen von Grubenfeldern wurden im 19. Jahrhundert vorgenommen, in dem der Bergbau seine größte Entfaltung erlangte.
- Der „Fuchs-Stollen“ ist erstmals für das Jahr 1726 belegt. 1793 wurde er zu einem schiffbaren Bergwerk ausgebaut und 1867 die Förderung eingestellt.
- Die „Fuchs-Grube“ war 1780 die zweitgrößte Grube des Waldenburger Steinkohlereviers. Sie stieg im 19. Jahrhundert zur größten Grube auf und beschäftigte im Jahre 1891 2.343 Mitarbeiter. Im selben Jahr wurden 477.133 Tonnen Kohle gefördert.
- 1789 wurde der „Julius-Schacht“ erschlossen, auf dem ab 1867 auf Tiefbau umgestellt wurde. Heute befindet sich an dieser Stelle ein Museum.[1]
- Der „David-Schacht“ wurde ebenfalls 1789 erschlossen.

## Persönlichkeiten
- Fritz Büttner (1908–1983), deutscher Politiker der SPD
- August Adolf Hacker (1908–1956), deutscher Bildhauer und Industriedesigner
- Horst Tilch (1935–2004), Präsident des Bayerischen Obersten Landesgerichts